# Mesoleuca albicillata
Mesoleuca albicillata là một loài bướm đêm trong họ Geometridae.

## Hình ảnh

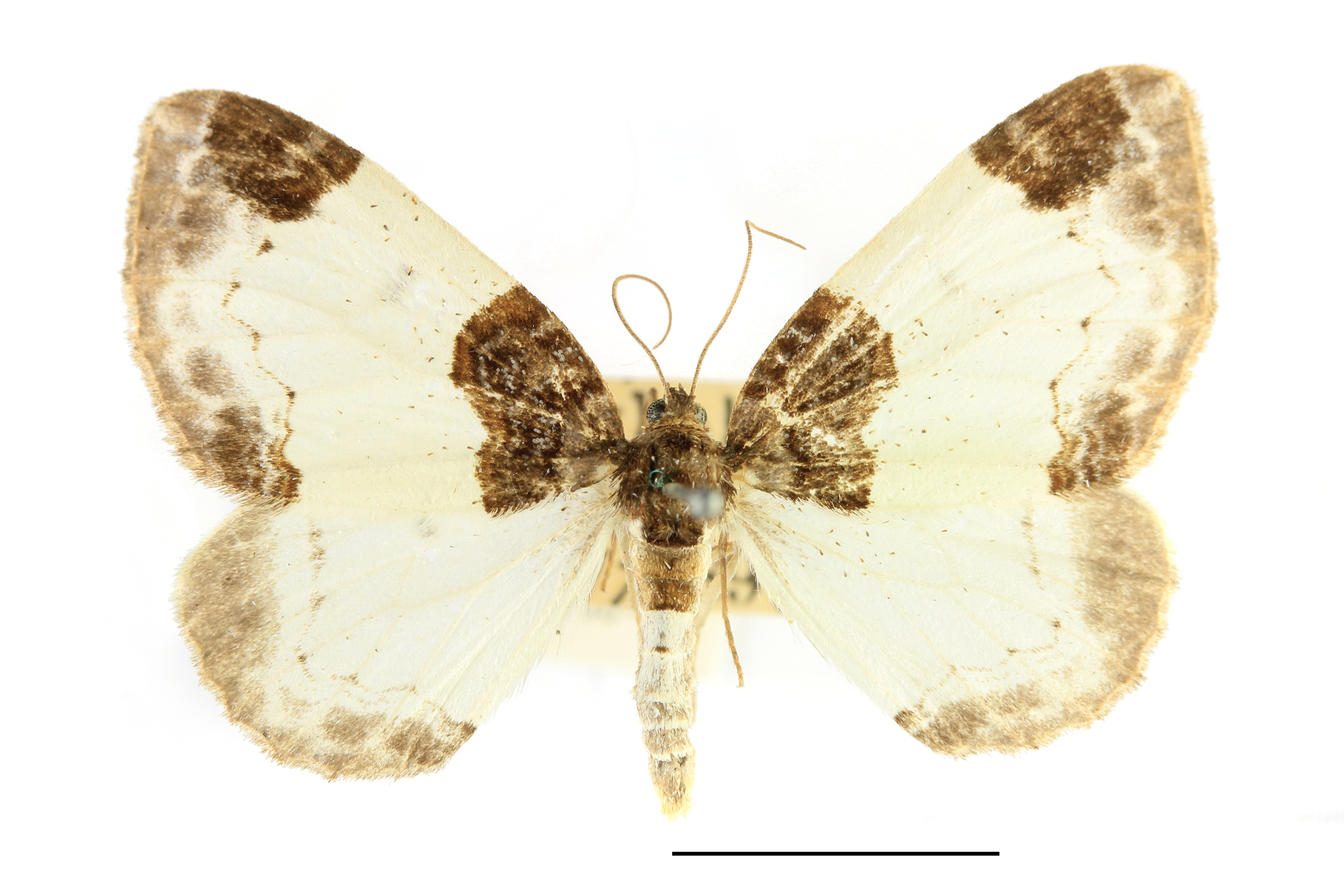
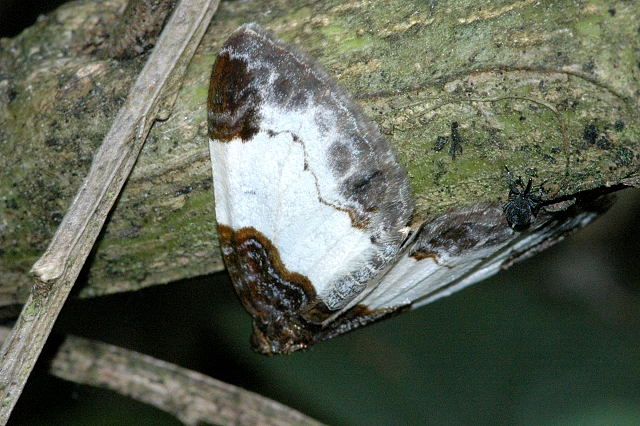
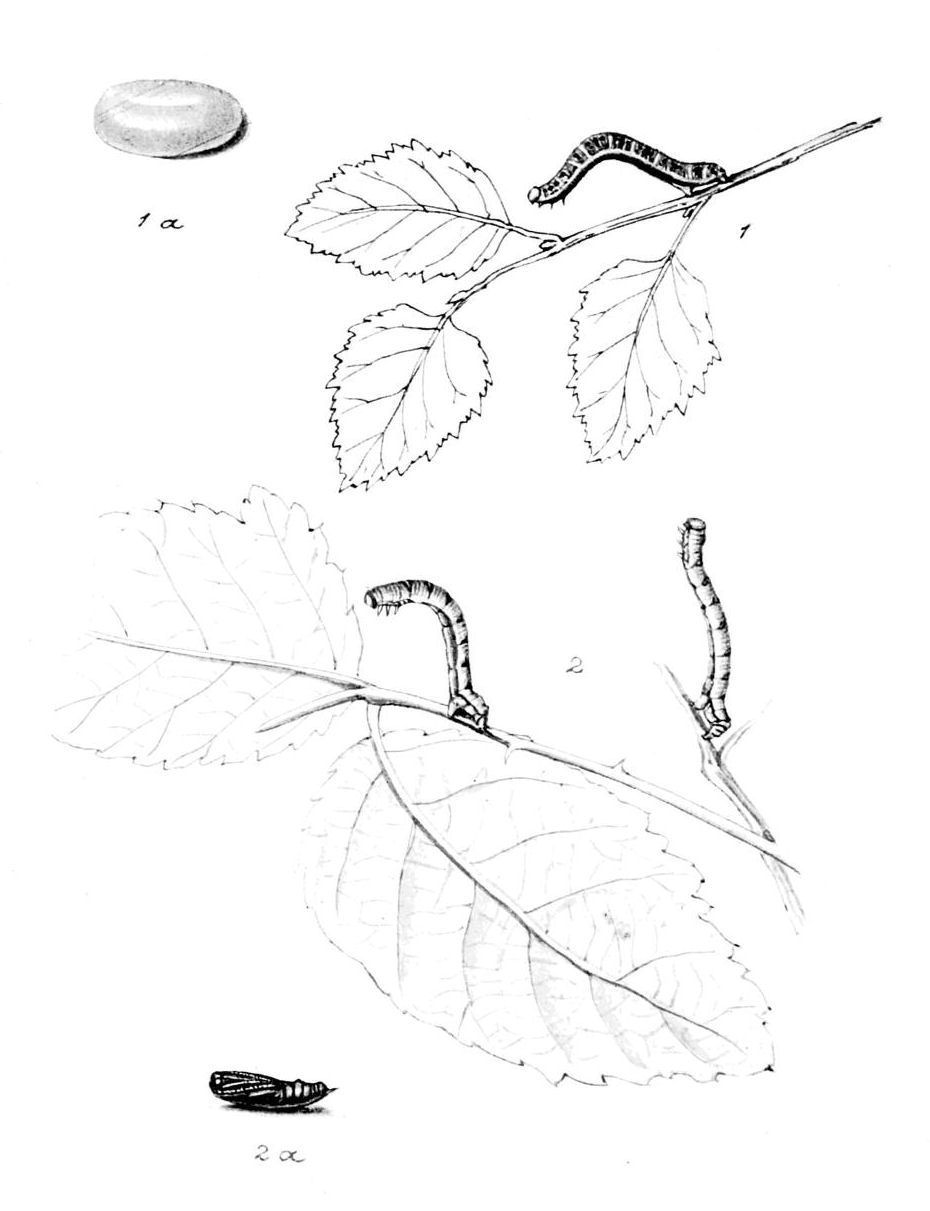
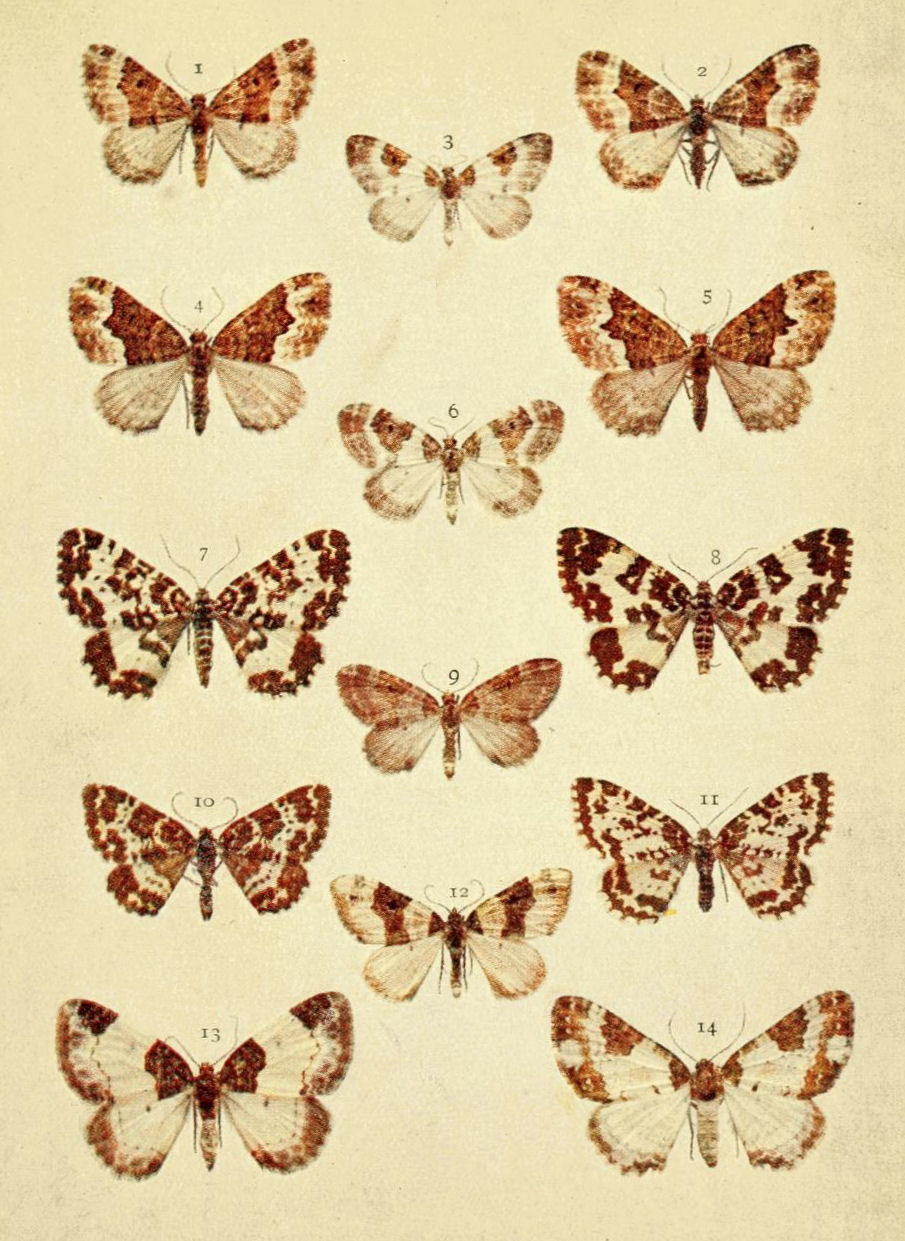